# Zaommomentedon mandibularis
Zaommomentedon mandibularis är en stekelart som beskrevs av Girault 1915. Zaommomentedon mandibularis ingår i släktet Zaommomentedon och familjen finglanssteklar. Inga underarter finns listade i Catalogue of Life.